# Вилциня, Велта Эйновна
Ве́лта Э́йновна Ви́лциня (Вилцинь) (латыш. Velta Vilciņa, настоящее имя — Аусма; 1928—1995) — латышская, советская артистка балета, педагог. Народная артистка СССР (1965).

## Биография
Родилась 13 декабря 1928 года (по другим источникам — 3 декабря) в местечке Упесгрива Талсинского уезда (ныне Мерсрагский край), Латвия.
В 1948 году окончила балетную студию (ныне Рижское хореографическое училище) при Театре оперы и балета Латвийской ССР (педагог И. К. Строде). С 1949 года — солистка этого театра.
В 1956 и 1958 году выступала на сцене Большого театра (партии Заремы и Джульетты), входила в эти годы в состав его труппы во время гастролей театра в Лондоне и Брюсселе.
С 1968 года — педагог-репетитор театра оперы и балета.
Член КПСС с 1963 года. Депутат Верховного Совета Латвийской ССР 7-го созыва и Верховного Совета СССР 6-го созыва.
Умерла 8 января 1995 года в Риге. Похоронена на Лесном кладбище (надгробный памятник работы А. Думпе).

## Звания и награды
- Заслуженная артистка Латвийской ССР (1954)
- Народная артистка Латвийской ССР (1959)
- Народная артистка СССР (1965)
- Государственная премия Латвийской ССР (1958)
- Орден Ленина (1967)
- Орден Трудового Красного Знамени (1956)
- 1 орден
- Медали.

## Партии
- «Стабурагс» А. Калныньша — Скайдрите[2]
- «Жизель» А. Адана — Жизель
- «Лебединое озеро» П. И. Чайковского — Одетта-Одиллия
- «Ромео и Джульетта» С. С. Прокофьева — Джульетта
- «Сакта свободы» А. П. Скулте — Баронесса
- «Ригонда» Р. С. Гринблата — Нелима
- «Красный мак» Р. М. Глиэра — Тао Хоа
- «Спящая красавица» П. И. Чайковского — Аврора
- «Раймонда» А. К. Глазунова — Раймонда
- «Спартак» А. И. Хачатуряна — Эгина
- «Бахчисарайский фонтан» Б. В. Асафьева — Зарема
- «Лесная песня» М. А. Скорульского — Мавка
- «Шакунтала» С. А. Баласаняна — Шакунтала
- «Кармен-сюита» на музыку Ж. Бизе в оркестровке Р. К. Щедрина — Кармен
- «Эсмеральда» Ц. Пуни — Эсмеральда
- «Золушка» С. С. Прокофьева — Золушка